# گیتی خوشدل
گیتی خوشدل (زاده ۱۳۲۶ در تهران) شاعر و مترجم ایرانی است.

## زندگی‌نامه
گیتی خوشدل لیسانس ادبیات انگلیسی خود را از دانشگاه تهران گرفت و برای ادامه تحصیل در رشته جامعه‌شناسی به ایالات متحده رفت اما آن را ناتمام گذاشت و به ایران بازگشت. پس از آن به کار ترجمه مشغول شد. خوشدل پس از سفری که به هند داشت به عرفان و روان‌شناسی علاقه‌مند شد و بیشتر ترجمه‌ها و شعرهایش در همین راستا است.
نام وی با کتاب «چهار اثر از فلورانس اسکاول شین» نوشته خانم فلورانس اسکاول شین هنرمند نقاش و خطیب آمریکایی سر زبان‌ها افتاد. این اثر تلفیق چهار کتاب زیر است:
1. بازی زندگی و راه این بازی
2. کلام تو عصای معجزه گر توست
3. در مخفی توفیق
4. نفوذ کلام

کتابی که در فاصله سال‌های ۱۳۸۱ تا ۱۳۸۶ شصت بار تجدید چاپ شد و از آن زمان در ردیف کتاب‌های غیرمجاز قرار گرفت. علاوه بر این «راه هنرمند» نوشته جولیا کامرون فیلمنامه‌نویس و کارگردان آمریکایی نیز با ترجمه خوشدل، دوازده بار تجدید چاپ شد. گیتی خوشدل علاوه بر ترجمه، به کار سرودن شعر نیز می‌پردازد و هشت دفتر از وی به چاپ رسید است.

### نوار
- تجسم خلاق (شرکت طنین صوت)

### شعر
- «مرا از نیلوفر یاد است» (نشر کتابسرا ۱۳۶۸)
- «معبد بنفش» (نشر مرکز ۱۳۷۰)
- «چشم اقیانوس» (نشر تهران ۱۳۷۵)
- «میان یاخته‌های کوهستان» (نشر تهران ۱۳۷۵)
- «خانه هزار نیلوفر» (نشر پیکان ۱۳۸۳)
- «از جاده تو نیز زمان عبور خواهد کرد» (نشر پیکان ۱۳۹۰)
- «با تو بازی می‌کردم ای آسمان» (نشر پیکان)

### ترجمه
برخی از ترجمه‌های او عبارتند از:
- «آزادی» (اریک فروم)
- (چهار اثر از فلورانس اسکاول شین)
- «هفت عادت مردمان مؤثر» (استیون کاوی)
- «حکایت دولت و فرزانگی» (مارک فیشر)
- «قانون توانگری» (کاترین پاندر)
- «تجسم خلاق» (شاگتی گوین)
- «از دولت عشق» (کاترین پاندر)
- «هفت قانون معنوی موفقیت» (دیپاک چوپرا)
- «قانون شفا» (کاترین پاندر)
- «شفای زندگی» (لوئیز ال هی)
- «من در هر آنچه می‌بینم هستم» (چاراام کرتیس)
- «راه هنرمند بازیابی خلاقیت» (جولیا کامرون)
- «سرگذشت یک یوگی» (پاراهامسا یوگاناندا)